# Liste der Mitglieder der American Academy of Arts and Sciences/1815
Im Jahr 1815 wählte die American Academy of Arts and Sciences 12 Personen zu ihren Mitgliedern.

## Neugewählte Mitglieder
- Samuel Cary (1785–1815)
- José Francisco Corrêa (1750–1823)
- Jean Antoine Fabre (1749–1834)
- Levi Frisbie (1783–1822)
- David Hosack (1769–1835)
- Andrews Norton (1786–1853)
- Timothy Pickering (1745–1829)
- Benjamin Pickman (1763–1843)
- William Prescott Jr. (1762–1844)
- Benjamin Silliman (1779–1864)
- Horatio Gates Spafford (1778–1832)
- Moses Stuart (1780–1852)